# ウクライナ国際航空
ウクライナ国際航空（ウクライナこくさいこうくう、ウクライナ語：Міжнародні Авіалінії України）は、ウクライナのキーウを本拠地とする航空会社。ウクライナのフラッグ・キャリアともなっており、同国最大の航空会社である。

## 概要

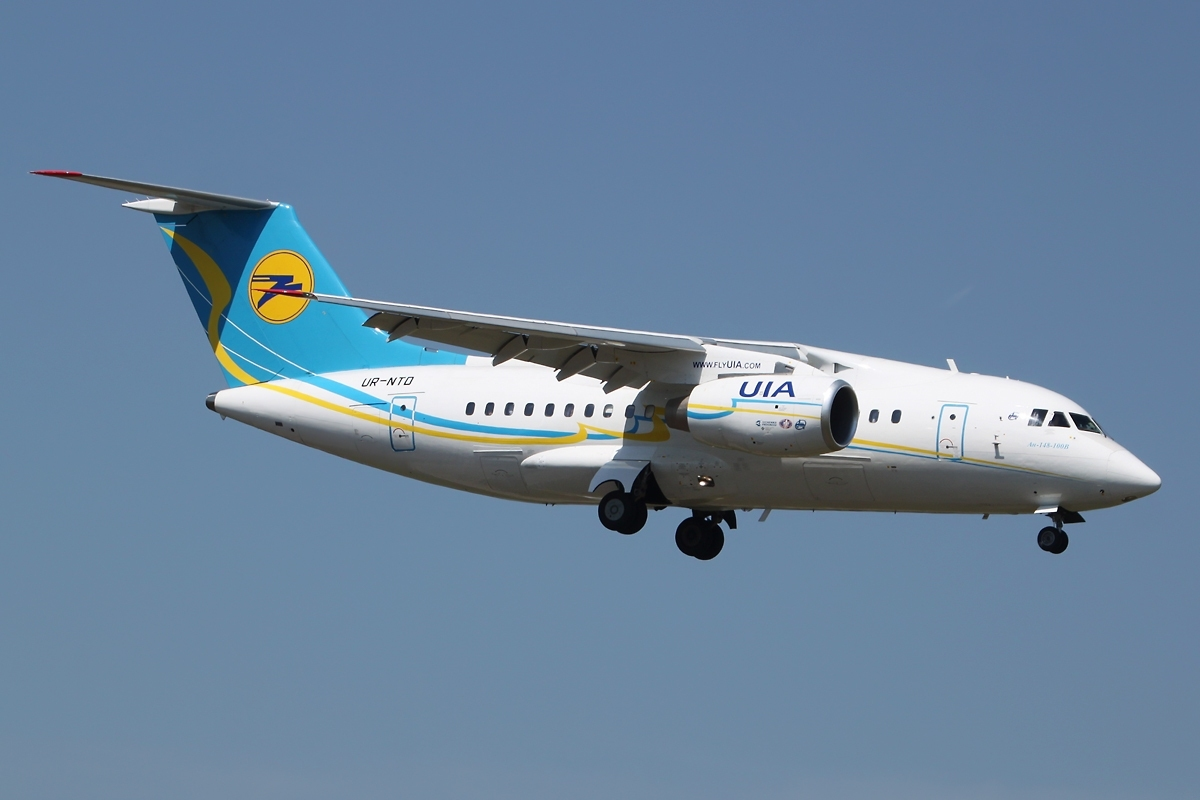
ジュネーブ空港へ着陸するアントノフ148

ウクライナが独立した翌年の1992年10月1日に設立、1992年11月25日に運航を開始した。ウクライナで初めて外資の参入が認められた会社のうちの1つで、設立当初は、ウクライナ民間航空協会とアイルランドの航空機リース会社であるギネス・ピート・アビエーション（GPA・en:Guinness Peat Aviation）が出資した。その後、1996年にはオーストリア航空とスイス航空が900万ドルの出資を行なった。さらに2001年には欧州復興開発銀行(EBRD)から540万ドルの出資を受けた。結果、オーストリア航空(22.5%)、欧州復興開発銀行(9.9%)が主な大株主となっている。2002年にウクライナ航空の倒産後は、ウクライナのフラッグキャリアとしての地位を継ぎ、アエロスヴィート航空と並ぶ国内有数の航空会社となった。

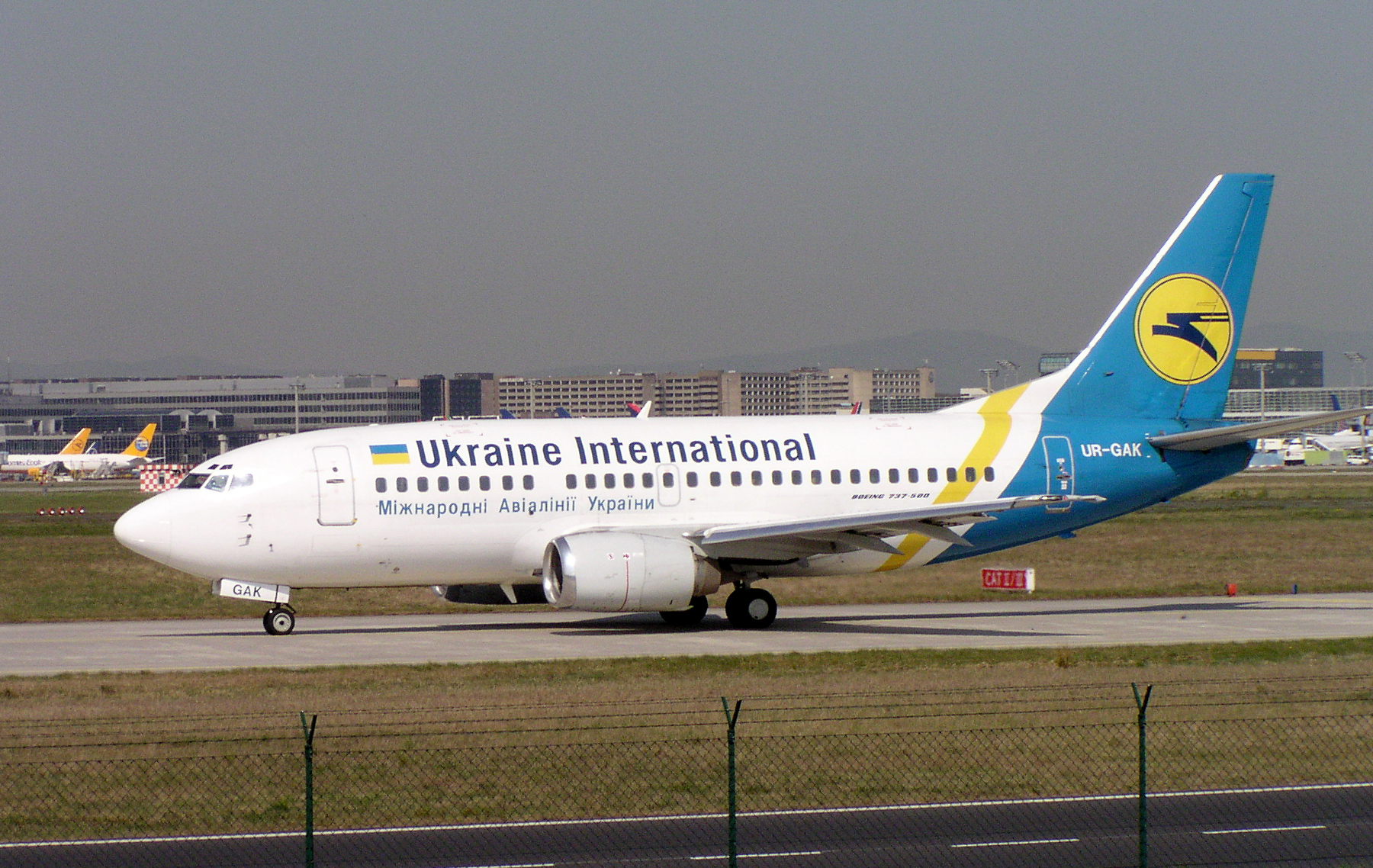
ボーイング737-500（退役済、フランクフルト・アム・マイン国際空港にて）

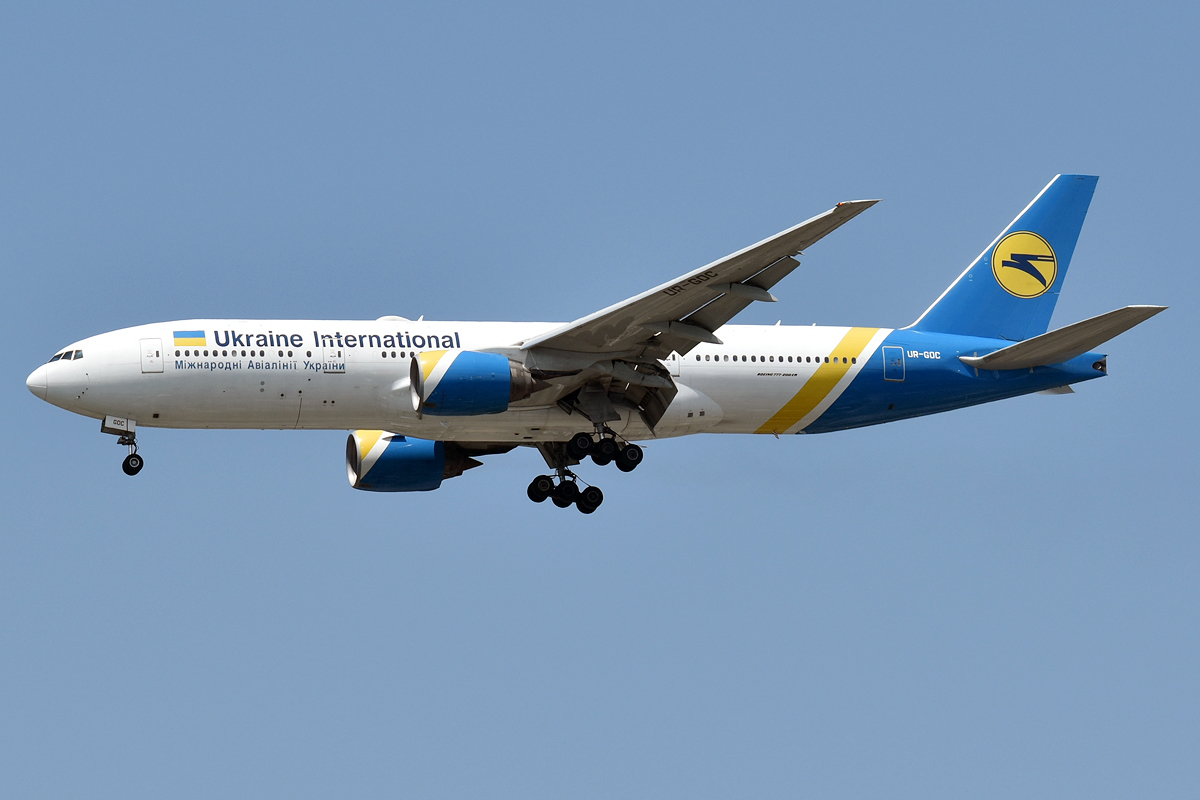
ジョン・F・ケネディ国際空港へ着陸するボーイング777-200ER

独立国家共同体(CIS)諸国の中では最初にボーイング737を導入した航空会社でもある。当初は東ヨーロッパ・北アメリカへの路線展開を含めた事業拡大を計画していたが、同じウクライナの航空会社であるアエロスヴィート航空が急速に事業を拡大したため変更を余儀なくされ、西ヨーロッパへの路線運航に専念せざるを得なくなった。
2013年にはウクライナ有数の航空会社であったアエロスヴィート航空が倒産したことで路線網を移管。北米やアジア路線も運航開始し、ウクライナのフラッグ・キャリアとしてウクライナ最大の航空会社となっている。
2022年、ロシアのウクライナ侵攻による空域閉鎖により、定期便の運航を停止している。

## 主な就航地
2017年3月現在。

### 国内線
- キーウ
- リヴィウ
- オデーサ
- ハルキウ
- ヴィーンヌィツャ
- ザポリージャ
- ヘルソン
- イヴァーノ＝フランキーウシク
- ドニプロ
- チェルニウツィー

### 国際線
- 欧州以外
  - イスタンブール（トルコ）
  - アンカラ（トルコ）
  - ニューヨーク（アメリカ合衆国）
  - 北京（中華人民共和国）
  - バンコク（タイ）
  - コロンボ（スリランカ）
  - アンマン（ヨルダン）
  - テルアビブ（イスラエル）
  - テヘラン（イラン）
  - ドバイ（アラブ首長国連邦）
- 旧ソ連
  - アルマトイ（カザフスタン）
  - アスタナ（カザフスタン）
  - アクタウ（カザフスタン）
  - トビリシ（ジョージア）
  - クタイシ（ジョージア）
  - キシナウ（モルドバ）
  - ヴィリニュス（リトアニア）
  - リガ（ラトビア）
  - ミンスク（ベラルーシ）
  - エレヴァン（アルメニア）
- 欧州
  - ベルリン（ドイツ）
  - デュッセルドルフ（ドイツ）
  - フランクフルト（ドイツ）
  - ミュンヘン（ドイツ）
  - バルセロナ（スペイン）
  - マドリード（スペイン）
  - アリカンテ（スペイン）
  - バレンシア（スペイン）
  - ローマ（イタリア）
  - ミラノ（イタリア）
  - ボローニャ（イタリア）
  - ヴェネツィア（イタリア）
  - ジュネーブ（スイス）
  - チューリッヒ（スイス）
  - グダンスク（ポーランド）
  - ワルシャワ（ポーランド）
  - ロンドン（イギリス）
  - ストックホルム（スウェーデン）
  - アムステルダム（オランダ）
  - アテネ（ギリシャ）
  - ヘルシンキ（フィンランド）
  - パリ（フランス）
  - プラハ（チェコ）
  - ラルナカ（キプロス）
  - ブリュッセル（ベルギー）
  - ウィーン（オーストリア）

## 保有機材

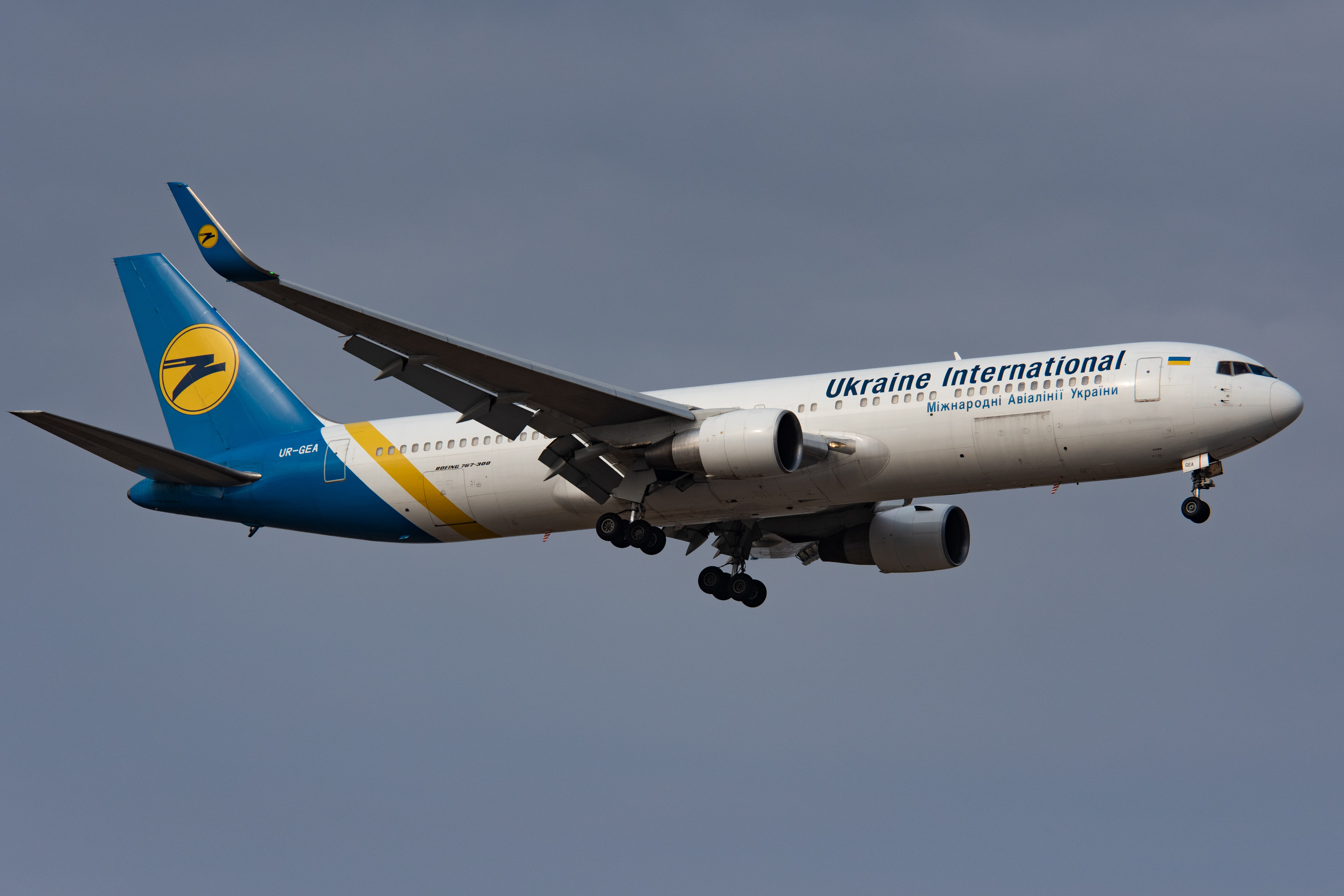
北京首都国際空港へ着陸するボーイング767-300ER

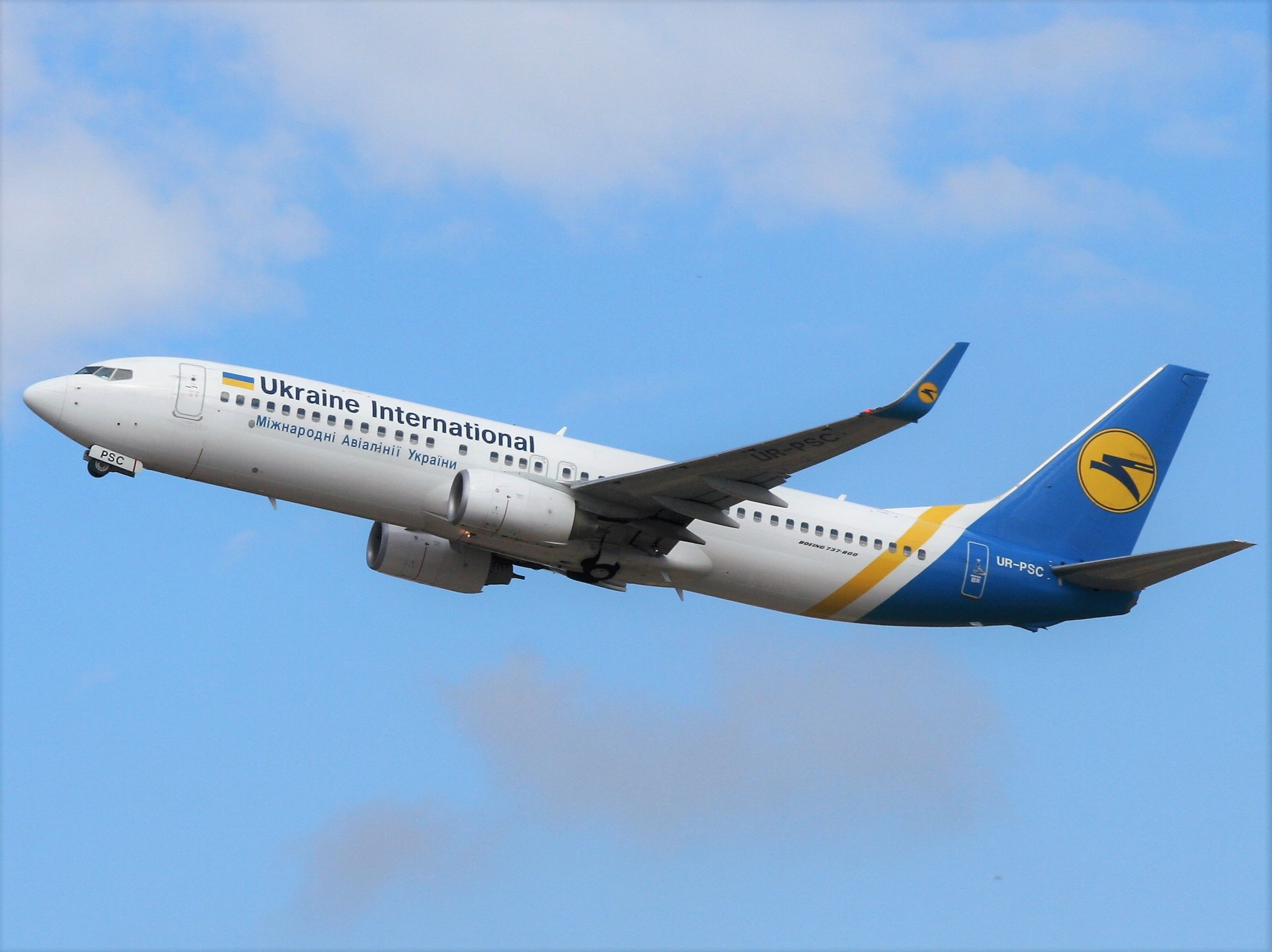
ボーイング737-800（ベングリオン国際空港にて）

- ボーイング777-200ER : 3機
- ボーイング767-300ER : 2機
- ボーイング737-800 : 19機
- ボーイング737-900 : 4機
- エンブラエル E190 : 5機
- エンブラエル E195 : 2機

2020年1月現在

## 事故・事件
- 2020年1月8日、イランのエマーム・ホメイニー国際空港からボルィースピリ国際空港へ向かっていたPS752便 (ボーイング737-800) が、離陸直後に地対空ミサイルにより撃墜された。このミサイルはイスラム革命防衛隊が発射したもので、752便を「敵対的な標的」と誤認し撃墜した。この事故で、搭乗者176人全員が死亡した[4]。